# 15e étape du Tour d'Italie 2007

La 15e étape du Tour d'Italie 2007 a eu lieu le 28 mai. Le parcours de 190 kilomètres relie Trente à Tre Cime di Lavaredo.

## Profil
1. Profil étape
2. Profil de l'ascension Passo San Pellegrino, Profil 3 D
3. Profil de l'ascension du Col de Giau, Profil 3 D
4. Profil de l'ascension finale des Tre Cime Di Lavaredo, Profil 3 D

- Source : La Gazzeta Dello Sport

## Récit
Il n'y a pas de place, sur ce Giro, pour les attaquants matinaux. Néanmoins, vingt-deux coureurs estiment que cela ne coûte rien d'essayer et s'échappent au 21e kilomètre. On retrouve devant quelques coureurs déjà en vue depuis le départ, à l'image de Baliani, Paolo Bettini, Brutt, Caucchioli, Commesso, Contrini, Krauss, Marzano, Michael Rasmussen et Zanini, auxquels se joignent des concurrents à la recherche d'un accessit tels que Belohvosciks, Bileka, Cañada, Drancourt, Duclos-Lassalle, Lilian Jégou, Jufre, Knees, Lloyd Mondory, Rinaldo Nocentini, Olson et Peña.
Très vite, les vingt-deux échappés acquièrent un avantage de sept minutes sur le peloton, duquel démarrent quatre contre-attaquants dès les premières rampes du Passo di San Pellegrino. Le Mexicain Julio Alberto Pérez Cuapio (Panaria-Navigare), le Colombien Iván Parra (Cofidis) et les Italiens Leonardo Piepoli et Riccardo Riccò (Saunier Duval-Prodir) se lancent dans une entreprise de grande envergure. Grimpeurs patentés, les quatre chasseurs reprennent les uns après les autres les vingt-deux éclaireurs matinaux dans la longue escalade du col de San Pellegrino. Tous les échappés sont revus et dépassés par le quatuor, qui poursuit sa progression en tête de course sans savoir pour l'heure où les mènera cette aventure intrépide. Dans le peloton, la première des quatre difficultés provoque également un gros écrémage. Le groupe maillot rose est soudainement réduit à dix unités et il n'échappe à personne que Danilo Di Luca est isolé.
À 90 kilomètres du but, la sélection a donc déjà été impitoyable. Ivan Parra, Julio-Alberto Perez-Cuapio, Leonardo Piepoli et Riccardo Ricco poursuivent leur petit bonhomme de chemin en tête, pris en chasse par un groupe maillot rose au sein duquel Danilo Di Luca essaie un moment de tirer parti de son isolement. L'Abruzzais accélère en effet dans le Passo di Giau, deuxième difficulté de la journée, pour équilibrer les forces et s'évader en compagnie de ceux qui font définitivement office de favoris dans ce Tour d'Italie : Damiano Cunego (Lampre-Fondital), Eddy Mazzoleni (Astana), Andy Schleck (Team CSC) et Gilberto Simoni (Saunier Duval-Prodir). Voilà donc les cinq hommes forts de ce Giro au coude à coude dans la montée du Passo di Giau, trop courte cependant pour permettre au quintet royal de se débarrasser pour de bon des coureurs distancés. La descente est l'affaire de Paolo Savoldelli (Astana), qui comble son retard pour venir prêter main-forte à son coéquipier promu leader, Eddy Mazzoleni.
À 25 kilomètres de l'arrivée, alors que deux cols restent à gravir, les Astana mettent en œuvre une tactique destinée à renverser Danilo Di Luca. Eddy Mazzoleni s'appuie sur un dernier effort de Paolo Savoldelli pour attaquer le groupe des favoris. Gregario au passé sulfureux, toujours impliqué dans plusieurs affaires de dopage, l'Italien de 33 ans se révèle en mesure de remporter cette année la course rose ! Le Giro frissonne, le maillot rose tremble, son porteur également. Esseulé au sein d'un peloton amorphe, incapable d'allier ses forces pour contrer le vieux gregario, Danilo Di Luca voit son maillot de leader s'effilocher à mesure que les secondes s'envolent. Lancé seul à la poursuite des quatre hommes de tête, Eddy Mazzoleni progresse imperturbablement, donnant l'impression de rouler sans respirer. Et l'aisance du Bergamasque se confirme sur le chronomètre. Avec 3 min 40 s d'avance sur le groupe Di Luca à 15 kilomètres du but, Eddy Mazzoleni caresse virtuellement la maille sacrée. De ce fait, Danilo Di Luca ne se préoccupe plus des quatre hommes de tête, échappés depuis la première difficulté, et qui vont avoir l'honneur de se disputer la victoire d'étape au sommet des Tre Cime di Lavaredo. Incapables de se départager au cours de l'ascension finale, les échappés s'expliquent au sprint. Riccardo Ricco vient ainsi chercher une splendide victoire d'étape, avec le consentement de Leonardo Piepoli. Derrière, Eddy Mazzoleni finit par ouvrir la bouche, laissant apparaître quelques signes de lassitude. La situation se retourne en faveur de Danilo Di Luca, qui se débarrasse de ses adversaires dans les pentes les plus rudes du col final. Le Maillot Rose démarre et entame dès lors une course contre le temps et ce diable d'Eddy Mazzoleni. Au sommet, Danilo Di Luca ne lâche finalement que 1 min 24 s à son rival, sauvant ainsi une fois de plus son Maillot Rose et repoussant tous ses adversaires, à l'exception d'un Eddy Mazzoleni qui remonte au 2e rang, à 1 min 51 s.

## Classement de l'étape
| \| 1. \| Riccardo Riccò \| Italie \| en \| 5 h 47 min 22 s \| \| 2. \| Leonardo Piepoli \| Italie \| + \| m.t. \| \| 3. \| Iván Parra \| Colombie \| \| 10 s \| \| 4. \| Julio Alberto Pérez Cuapio \| Mexique \| \| 32 s \| \| 5. \| Eddy Mazzoleni \| Italie \| \| 1 min 29 s \| \| 6. \| Danilo Di Luca \| Italie \| \| 2 min 53 s \| \| 7. \| Gilberto Simoni \| Italie \| \| 3 min 30 s \| \| 8. \| Damiano Cunego \| Italie \| \| 3 min 36 s \| \| 9. \| Andy Schleck \| Luxembourg \| \| 3 min 52 s \| \| 10. \| Emanuele Sella \| Italie \| \| 6 min 03 s \| |                            |            |    |                 |
| 1. | Riccardo Riccò             | Italie     | en | 5 h 47 min 22 s |
| 2. | Leonardo Piepoli           | Italie     | +  | m.t.            |
| 3. | Iván Parra                 | Colombie   |    | 10 s            |
| 4. | Julio Alberto Pérez Cuapio | Mexique    |    | 32 s            |
| 5. | Eddy Mazzoleni             | Italie     |    | 1 min 29 s      |
| 6. | Danilo Di Luca             | Italie     |    | 2 min 53 s      |
| 7. | Gilberto Simoni            | Italie     |    | 3 min 30 s      |
| 8. | Damiano Cunego             | Italie     |    | 3 min 36 s      |
| 9. | Andy Schleck               | Luxembourg |    | 3 min 52 s      |
| 10. | Emanuele Sella             | Italie     |    | 6 min 03 s      |

## Classement général
| \| 1. \| Danilo Di Luca \| Italie \| en \| 68 h 00 min 05 s \| \| 2. \| Eddy Mazzoleni \| Italie \| + \| 1 min 51 s \| \| 3. \| Andy Schleck \| Luxembourg \| \| 2 min 56 s \| \| 4. \| Gilberto Simoni \| Italie \| \| 3 min 19 s \| \| 5. \| Damiano Cunego \| Italie \| \| 3 min 23 s \| \| 6. \| Riccardo Riccò \| Italie \| \| 3 min 39 s \| \| 7. \| David Arroyo \| Espagne \| \| 6 min 05 s \| \| 8. \| Emanuele Sella \| Italie \| \| 7 min 02 s \| \| 9. \| Evgueni Petrov \| Russie \| \| 7 min 29 s \| \| 10. \| Marzio Bruseghin \| Italie \| \| 9 min 29 s \| |                  |            |    |                  |
| 1. | Danilo Di Luca   | Italie     | en | 68 h 00 min 05 s |
| 2. | Eddy Mazzoleni   | Italie     | +  | 1 min 51 s       |
| 3. | Andy Schleck     | Luxembourg |    | 2 min 56 s       |
| 4. | Gilberto Simoni  | Italie     |    | 3 min 19 s       |
| 5. | Damiano Cunego   | Italie     |    | 3 min 23 s       |
| 6. | Riccardo Riccò   | Italie     |    | 3 min 39 s       |
| 7. | David Arroyo     | Espagne    |    | 6 min 05 s       |
| 8. | Emanuele Sella   | Italie     |    | 7 min 02 s       |
| 9. | Evgueni Petrov   | Russie     |    | 7 min 29 s       |
| 10. | Marzio Bruseghin | Italie     |    | 9 min 29 s       |

## Classements annexes
| Classement par points      | Total   |
| -------------------------- | ------- |
| Alessandro Petacchi Italie | 135 pts |
| Danilo Di Luca Italie      | 108 pts |
| Paolo Bettini Italie       | 96 pts  |

| Classement de la montagne | Total  |
| ------------------------- | ------ |
| Leonardo Piepoli Italie   | 60 pts |
| Danilo Di Luca Italie     | 41 pts |
| Riccardo Riccò Italie     | 36 pts |

| Classement du meilleur jeune | Total            | Total            |
| ---------------------------- | ---------------- | ---------------- |
| Andy Schleck Luxembourg      | 68 h 03 min 51 s | 68 h 03 min 51 s |
| Riccardo Riccò Italie        | +                | 43 s             |
| Domenico Pozzovivo Italie    |                  | 13 min 17 s      |

| Classement par équipes       | Total             | Total             |
| ---------------------------- | ----------------- | ----------------- |
| Saunier Duval-Prodir Espagne | 203 h 15 min 02 s | 203 h 15 min 02 s |
| Ceramica Panaria Irlande     | +                 | 11 s              |
| Lampre-Fondital Italie       |                   | 43 s              |